# Nemegtosaurider
Nemegtosaurider (Nemegtosauridae, Nemegtoödlor) är en familj dinosaurier tillhörande huvudordningen saurichier och gruppen sauropoder. De levde på nordliga kontinenter under kritaperioden.
Som alla andra sauropoder var de fyrbenta växtätare med lång hals, enorm kropp, litet huvud och pelarlika ben. De var emellertid mindre än många andra sauropoder men trots det enorma djur, i regel avsevärt större än några andra djur som inte var sauropoder. Allting tyder på de som andra sauropoder var flockdjur. 
Familjen har, vetenskapligt sett en komplicerad historia. Samtliga medlemmar i familjen är dåligt kända och paleontologerna har sedan slutet av 80-talet tvistat om hur famiiljen var släkt med andra sauropodfamiljer som till exempel titanosauriderna och brachiosauriderna - eller om de över huvud taget ska räknas som en egen familj. I början av 90-talet ansåg en del forskare att medlemmarna inte borde räknas som en egen familj utan medlemmar i familjen diplodocider. Senare ansåg en del forskare att deras närmaste släktingar var titanosauriderna.
2005 genomfördes den kanske mest grundläggande analysen hittills om Nemegtosauridernas släktband till andra sauropodfamiljer. Där kom man fram till att familjen ska klassas som en underfamilj inom huvudfamiljen Titanosaurider. Stämmer detta är de mycket närmare släkt med till exempel Puertasaurus och Argentinosaurus (världens största vetenskapligt beskrivna dinosaurier) än till exempel Diplodocus och Brachiosaurus.